# Linea M1 (metropolitana di Sofia)
La linea M1 (in bulgaro Линия М1?) è una linea della metropolitana di Sofia che collega la capitale bulgara da nord-ovest, con capolinea Slivnica, a sud-est, attestandosi al capolinea di Business Park Sofia.
Incrocia la linea M2 nella stazione di Serdika e la linea M3 nella stazione di Sofiski Universitet Sv. Kliment Ohridski.

## Storia
Il 28 gennaio 1998 è stata inaugurata la prima sezione della linea M1, lunga 6,5 km e composta da cinque stazioni che collegano viale Slivnitsa attraverso viale Ljulin e viale K. Veličkov. La stazione di Opălčenska è entrata in servizio il 17 settembre 1999 mentre la stazione di Serdika, situata nel cuore della capitale, è stata inaugurata il 31 ottobre 2000, portando la lunghezza totale del sistema metropolitano a 8,1 km. La sezione operativa della linea è stata ulteriormente ampliata con un tratto lungo 1,8 chilometri, raggiungendo il complesso residenziale di Obelia nell'aprile 2003.
L'estensione della linea M1 è proseguita nel 2005 con l'inizio della costruzione di 4,8 chilometri di tunnel e di tre stazioni che collegano piazza St Nedelya e l'Interped World Trade Center di Izgrev (stazione Joliot Curie). Nel 2006 è iniziata la costruzione di un'altra sezione della stessa linea (composta da 3,2 km di gallerie e tre stazioni) che collega Izgrev e il complesso residenziale Mladost I. Il completamento delle prime tre stazioni era previsto per l'autunno 2007, ma a causa di vari ritardi è stata la seconda sezione della prima linea (stadio Vasil Levski - Mladost 1) a entrare in servizio l'8 maggio 2009, operando per un breve periodo separatamente dalla porzione nord-ovest della linea. La sezione rimanente, compresa tra Serdika e stadio Vasil Levski, è entrata  in servizio il 7 settembre 2009, garantendo così un collegamento ininterrotto tra le stazioni di Obelia e Mladost 1.
La costruzione della tratta da Mladost I alla stazione di Business Park Sofia, in tutto 2,62 km, con tre nuove stazioni della metropolitana, è iniziata il 25 aprile 2013 ed è stata completata l'8 maggio 2015.

## Stazioni
- Obelia (Обеля) (stazione di collegamento)
- Slivnica (Сливница)
- Ljulin (Люлин)
- Zapaden park (Западен парк)
- Vardar (Вардар)
- Konstantin Veličkov (Константин Величков)
- Opălčenska (Опълченска)
- Serdika (Сердика) (stazione di collegamento)
- Sofiski Universitet Sv. Kliment Ohridski (Софийски Yниверситет Св Климент Охридски)
- Stadion Vasil Levski (Стадион Васил Левски)
- Joliot Curie (Жолио Кюри)
- G.M. Dimitrov (Г.М.Димитров)
- Musagenica (Мусагеница)
- Mladost 1 (Младост 1)
- Aleksandar Malinov (Александър Малинов)
- Akad. Aleksandar Teodorov-Balan (Акад. Александър Теодоров-Балан)
- Business Park Sofia (Бизнес Парк София)